# The Art of War (Bone Thugs-N-Harmony-album)
The Art of War är ett musikalbum av rapgruppen Bone Thugs-N-Harmony, utgivet i juli 1997 på Ruthless Records.

## Låtlista

### World War 1
1. "Retaliation (Intro)"
2. "Handle the Vibe"
3. "Look into My Eyes"
4. "Body Rott"
5. "It's All Mo Thug"
6. "Ready 4 War" (featuring Maje$ty)
7. "Ain't Nothin Changed"
8. "Clog Up Yo Mind"
9. "It's All Real"
10. "Hardtimes"
11. "Mind of a Souljah"
12. "If I Could Teach the World"
13. "Family Tree"

### World War 2
1. "Mo Thug"
2. "Thug Luv" (featuring 2pac)
3. "Hatin Nation"
4. "7 Sign" (featuring Maje$ty)
5. "Wasteland Warriors" (featuring Souljah Boy)
6. "Neighborhood Slang"
7. "U Ain't Bone"
8. "Get Cha Thug On" (featuring Tre)
9. "All Original"
10. "Blaze It"
11. "Let the Law End"
12. "Whom Die They Lie"
13. "Friends"
14. "Evil Paradise"
15. "Mo Thug Family Tree" (featuring Mo Thugs)